# Умберто Боссі
Умберто Боссі (італ. Umberto Bossi; нар. 19 вересня 1941, Кассано-Маньяго, Ломбардія, Італія) — італійський політик і співак у минулому, лідер і ідеолог сепаратистської партії Ліги Півночі, яка прагне добитися автономії та незалежності північних провінцій Республіки Італія.

## Біографія
У молодості Боссі був професійним співаком під псевдонімом Donato і випустив два диски своїх пісень — «Ebbro» і «Sconforto». Деякий час Боссі навчався в університеті Павії на медичному факультеті, але не закінчив його, захопившись політикою.
У молодості ж був близький до італійської компартії й інших політичних течіях, але в 1979 році в Павії познайомився з Бруно Сальвадорі і став сповідувати ідеї північноіталійського автономізму. У 1979—1980 роках Боссі заснував свою першу регіоналістську політичну організацію — Союз за автономію Північно-Західної Ломбардії. У 1982 році Боссі заснував Ломбардську автономістську лігу, яка з 1986 року стала називатися Ломбардською лігою (по асоціації з Ломбардською лігою, що існувала в XII–XIII століттях). На загальних виборах 1987 Ліга отримала 2,6 % голосів у Ломбардії, і Боссі був обраний до італійського Сенату. У 1989 році на виборах до Європарламенту регіоналістські партії Північної Італії створили коаліцію «Ломбардська ліга — Північний альянс». До Європарламенту було обрано 2 депутати (обидва — від Ломбардської ліги), у зв'язку з чим було прийнято рішення перетворити коаліцію в політичну партію. У лютому 1991 року регіоналістські партії та рухи Північній Італії заснували Лігу Півночі, засновники якої стали регіональними осередками нової партії. Боссі став федеральним секретарем нової партії.
У 1994 році, незадовго до парламентських виборів, Ліга Півночі за наполяганням Боссі приєдналася до коаліції Сільвіо Берлусконі «Полюс свобод» замість запланованої раніше угоди з центристським «Пактом за Італію». Завдяки підтримці Ліги Півночі Берлусконі сформував правлячу коаліцію. Кілька членів партії отримали міністерські пости (Роберто Мароні став міністром внутрішніх справ і віцепрем'єром). Однак незабаром Боссі несподівано припинив співпрацю з Берлусконі, що призвело до розпаду правлячої коаліції, довгих переговорів і, у результаті, до дострокових виборів, які відбулись в 1996 році, на яких Ліга Півночі на чолі з Боссі отримала рекордні 10,1 % голосів по всій Італії. Однак протягом 5 років партія перебувала в опозиції правлячим лівоцентристів. Незабаром після виборів був створений і Парламент Паданії, який, однак, залишився декларативним.
На парламентських виборах 2001 року партія отримала 3,9 % голосів, однак, беручи участь в коаліції «Дім свобод», партія взяла участь у формуванні нового кабінету Сільвіо Берлусконі. Боссі отримав посаду міністра реформ і «деволюції». 11 березня 2004 року у Боссі стався інсульт, після якого у нього з'явилися проблеми з промовою. У липні Боссі пішов у відставку і на час покинув велику політику, в яку повернувся вже в наступному році.
На виборах 2006 року Ліга Півночі отримала 4,6 % голосів. На виборах 2008 року Ліга отримала 8,3 % голосів і в складі блоку «Дім свобод» сформувала правлячу коаліцію. З цього часу Боссі є міністром федеральних реформ в четвертому кабінеті Сільвіо Берлусконі.
У січні 2011 року стало відомо про те, що в офісі та в римській квартирі Боссі невідомими особами були встановлені пристрої для підслуховування. Попри те, що він сам не став звертатися з цього приводу до правоохоронних органів, прокуратура Риму завела за цим фактом слідчу справу за двома статтями кримінального кодексу Італії.
5 квітня 2012 подав у відставку з поста лідера партії у зв'язку зі звинуваченнями в корупції.